# Allarme a Scotland Yard: 6 omicidi senza assassino!
Allarme a Scotland Yard: 6 omicidi senza assassino! (Der Todesrächer von Soho) è un film del 1971 diretto da Jesús Franco.
Il film, tratto da un romanzo di Bryan Edgar Wallace, è frutto di una coproduzione tra la Telecine (Germania) e la Fénix Films (Spagna); fu distribuito in Spagna con il titolo El muerto hace las maletas (Il morto fa le valigie).
Fu distribuito in Italia dalla Film Executive.

## Trama
Londra. La polizia indaga su una serie di omicidi che presentano la stessa singolare dinamica: le vittime sono colpite alle spalle da coltelli orientali lanciati a distanza e, prima di essere uccise, si imbattono una valigia nera, simbolo del loro imminente viaggio verso la morte. Le indagini sono affidate al giovane e affascinante ispettore Ruppert Redford, aiutato dal fotografo Andy Pickwick, suo amico d'infanzia, dallo scrittore di romanzi gialli James Barton e da Helen Reeds, l'assistante dell'ambiguo dottor Blackmoor. Le vittime risultano avere tutte a che fare con il traffico di stupefacenti e con il lancio di una nuova droga, la mescadrina.
A guidare il traffico sono il dottor Blackmoor e la moglie Diana, che custodiscono un laboratorio segreto dove produrre la mescadrina nei sotterranei della loro villa. Il misterioso assassino è dunque un vendicatore che ha deciso di farsi giustizia da solo avvalendosi dell'aiuto di Patakes, un finto cieco che suona l'organetto agli angoli delle vie. Giunto fino alla tenuta del dottor Blackmoor, egli riesce a distruggerne il laboratorio. Ma nel frattempo, grazie a Pickwick e a Helen, l'ispettore Redford ha scoperto la sua identità. Giunto alla villa, si trova di fronte James Barton, lo scrittore di gialli il quale, compiuta la sua missione, fa in modo di farsi uccidere con un colpo di rivoltella.

## Edizioni DVD
La versione tedesca è uscita in DVD il 24 aprile 2006, prodotta dalla UFA Home Entertainment e distribuita dalla Universum Film. La durata del film è di 76 minuti, più breve di 6 minuti rispetto al minutaggio indicato in Obsession - The Films of Jess Franco.